# Iwanowka (Tatarstan, Leninogorski)
Iwanowka (russisch Ивановка) ist ein Selo (Dorf) in der russischen Republik Tatarstan. Der Ort ist Verwaltungssitz der Landgemeinde Iwanowskoje selskoje posselenije im Leninogorski rajon. Der Ort hat 666 Einwohner (Stand 2010).

## Geographie
Iwanowka liegt sieben Kilometer südöstlich vom Stadtrand des Rajonzentrums Leninogorsk. Dort befindet sich auch die nächste Bahnstation an der Strecke von Bugulma nach Agrys.

## Geschichte
Der Ort wurde im Jahr 1836 gegründet. Im Jahr 1968 wurde der Kolchos Oktjabrski gebildet. Dieser wurde 1991 zu einer Gesellschaft mit beschränkter Haftung umgebildet. Im Jahr 2006 wurde die Gesellschaft Agroprodserwis angelegt.

## Iwanowskoje selskoje posselenije
Die Landgemeinde Iwanowski selskoje posselenije (russisch Ивановское сельское поселение) ist eine Verwaltungseinheit im Leninogorski rajon. Ihr gehören die folgenden Orte an:
| Name        | Ortstyp  | Einwohner (2019) |
| ----------- | -------- | ---------------- |
| Akkul       | Derewnja | 142              |
| Iwanowka    | Selo     | 651              |
| Marjanowka  | Siedlung | 8                |
| Medwedka    | Derewnja | 10               |
| Michailowka | Selo     | 149              |